# برنامه تخفیف دندانپزشکی
برنامه تخفیف دندانپزشکی شناخته شده با نام دیگر برنامه ارجاع دندانپزشکی یک برنامه عضویت بر اساس تخفیف برای رعایت سلامت دهان و دندان و نیز اعمال جراحی دندانپزشکی است. در این برنامه بیمار تمام و کمال هزینه مذاکره شده و مورد توافق دندانپزشک و شرکت ارجاع دهنده را پرداخت می کند. عموما این مبلغ بین 10 تا 60 درصد هزینه آزاد است.
این برنامه ها به عنوان جایگزینی برای بیمه دندانپزشکی به علت افزایش هزینه های درمانی و نارضایتی بیماران از طولانی بودن دوره انتظار، سقف تعهدات سالیانه و عدم پوشش کامل بیمه های دندانپزشکی به وجود آمده اند. مدل عادی اینگونه برنامه ها بدون سقف سالیه هستند و دوره کوتاه انتظاری برای فعال شدن دارند. برخی مدل ها پوشش دندانپزشکی زیبایی نیز دارند گرچه این مدل ها کمتر دیده می شوند. یک برنامه تخفیفی دندانپزشکی استاندارد تعداد محدودی دندانپزشک فعال در شبکه مورد تایید خود دارد که مشابه با بیمه دندانپزشکی عمل می کنند.

## برنامه تخفیف دندانپزشکی در ایران
برنامه تخفیف دندانپزشکی در ایران از سال 1380 تحت نام های تجاری گوناگونی وجود داشته است. این گونه برنامه ها با نام کارت های تخفیف دندانپزشکی یا کارت بیمه دندانپزشکی و غیره تا امروز در ایران وجود دارد. وجود و صلاحیت این کارت ها همیشه مورد بحث از طرف شرکت بیمه مرکزی ایران، انجمن دندانپزشکان ایران و وزارت بهداشت، درمان و آموزش پزشکی بوده است. تا کنون در مورد قانونی بودن یا غیر قانونی بودن این گونه خدمات از طرف هیچ ارگانی به طور رسمی اعلام نظر نشده است. تا کنون با توجه به عدم پوشش خدمات دندانپزشکی در بیمه های پایه همچون بیمه سلامت و بیمه تامین اجتماعی کارت تخفیف دندانپزشکی تنها جایگزین بوده است.

## جستار های وابسته
- بیمه دندان پزشکی
- بیمه درمانی
- دندان پزشکی